# 周確
周 確（しゅう かく、529年 - 587年）は、南朝梁から陳にかけての官僚。字は士潜。本貫は汝南郡安成県。

## 経歴
周弘直の子として生まれた。容姿や態度が美しく、寛大で品行に優れていた。経書や史書を広く渉猟し、道教的な言説を好み、伯父の周弘正に特に可愛がられた。南朝梁の太学博士を初任とし、司徒祭酒となり、晋安王蕭方智の下で主簿をつとめた。陳が建国されると、周確は尚書殿中郎に任じられ、安成王陳頊の下で限内記室をつとめた。太建元年（569年）、陳頊（宣帝）が即位すると、周確は東宮通事舎人に任じられた。母が死去したため、周確は職を去って喪に服した。太建2年（570年）、欧陽紇の乱が鎮圧されると、周確は中書舎人として起用され、反乱の起こった広州の慰労を命じられた。喪が明けると、周確は太常卿となり、太子中庶子・尚書左丞・太子家令を歴任した。父が死去したため、周確は職を去って喪に服した。ほどなく貞威将軍・呉県県令として起用されることとなったが、周確は固辞して官につかなかった。至徳元年（583年）、太子左衛率・中書舎人に任じられた。散騎常侍に転じ、貞威将軍の号を受け、南平王陳嶷の下で信武府長史となり、揚州の事務を代行した。その統治は公平で、良吏と称された。都官尚書に転じた。
禎明元年（587年）、病にかかり、在官のまま死去した。享年は59。散騎常侍・太常卿の位を追贈された。

## 伝記資料
- 『陳書』巻24 列伝第18
- 『南史』巻34 列伝第24